# Herman Geijer

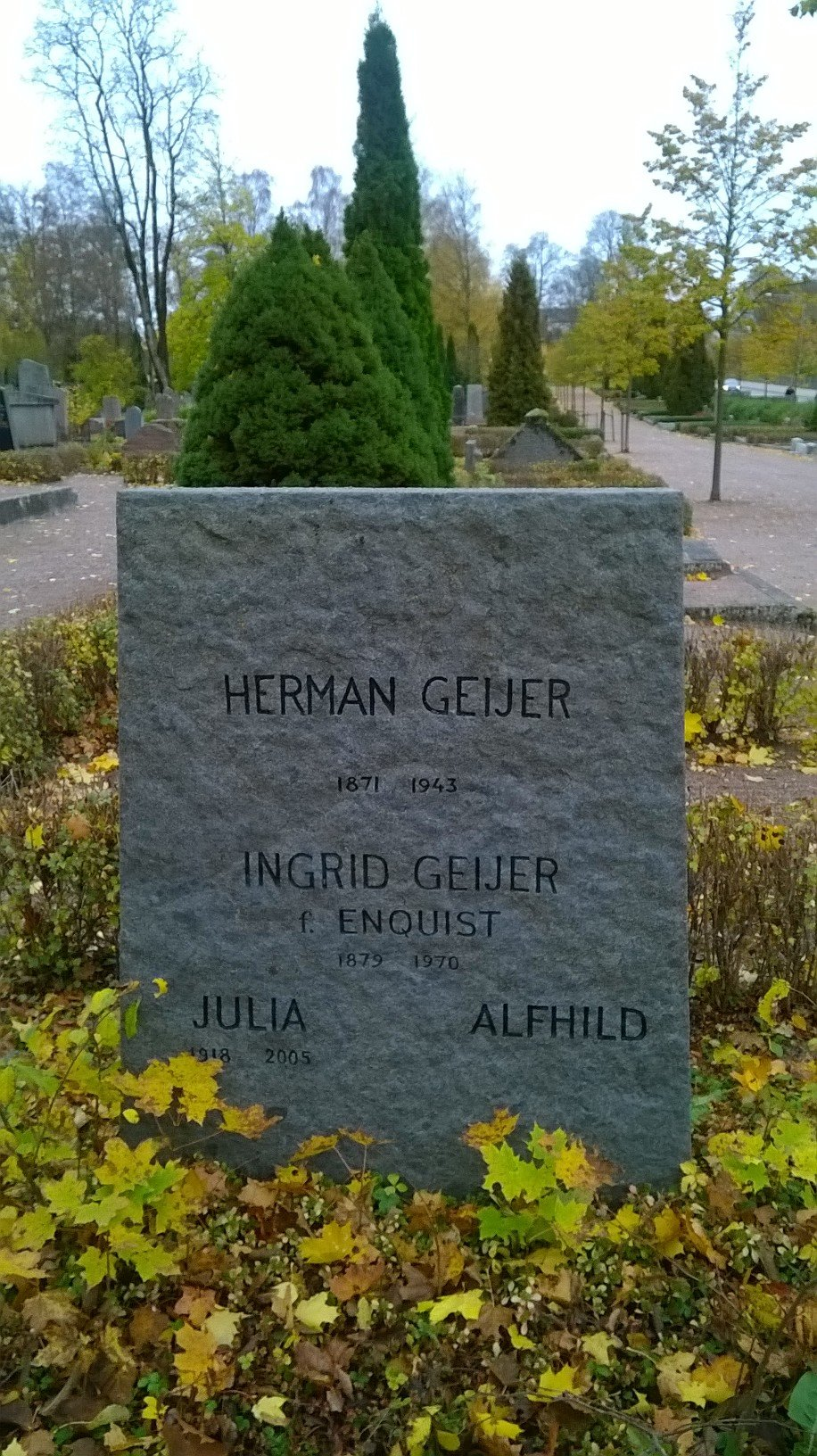
Herman Geijers gravsten på Uppsala gamla kyrkogård.

Anders Herman Geijer, född 17 november 1871 i Bjursås, död 16 september 1943 i Uppsala, var dialekt-, ortnamns- och språkforskare vid Uppsala universitet. Han tillhörde släkten Geijer.

## Biografi
Geijers intresse för dialekter väcktes redan under skoltiden hemma i Dalarna, där han kunde höra olika varianter av dalmålet. Under studietiden vid Uppsala universitet tog han starka intryck av särskilt professor Adolf Noreen. Han reste runt i många delar av Sverige, huvudsakligen i Norrland, och upptecknade olika dialekter samt skrev många språkvetenskapliga avhandlingar och artiklar. Folkmålen i Jämtland – jämtskan – blev hans specialområde, och under åren 1904–1910 tillbringade han en stor del av sin tid i Åre socken
i främst fjällbyarna Nordhallen och Häggsjön för uppteckningsarbete, och Jämtland blev enligt honom själv "en andra hembygd".
Geijer blev docent i nordiska språk 1918, och fick professors namn 1930. Han blev ledamot av Humanistiska Vetenskapssamfundet i Uppsala 1927, av Gustav Adolfs Akademien för svensk folkkultur 1932, och av Vitterhetsakademien 1935.
Geijer var redaktör för tidskriften Svenska landsmål och svenskt folkliv, och var en av initiativtagarna till skriftserien Etnologiska källskrifter. Han är begravd på Uppsala gamla kyrkogård.

### ULMA
Herman Geijer grundade år 1914 Uppsala landsmålsarkiv (ULMA) vid Uppsala universitet som ett centrum för insamlande och studier av Sveriges dialekter.
Arkivet lever idag vidare som Dialekt- och folkminnesarkivet i Uppsala (DFU), en avdelning i Institutet för språk och folkminnen.